# Pro capite
Pro capite è una locuzione latina che significa "a testa", cioè "per ciascuno". 
È usata nel campo statistico per indicare la media "per persona", "singolarmente". Ad esempio, il reddito pro capite indica l'ammontare di denaro di cui dispone ogni abitante di una determinata regione o nazione.
Il termine latino viene utilizzato anche nei testamenti per indicare che ciascuno dei beneficiari nominati dovrebbe ricevere, per atto o lascito, quote uguali dell'eredità. Ciò è in contrasto con una divisione per stirpes, in cui ogni ramo (in latino stirps, plurale stirpes) della famiglia ereditaria riceve una quota uguale della proprietà.